# Francis Ingram-Seymour-Conway
Francis Ingram-Seymour-Conway (12 février 1743 – 17 juin 1822) est un homme politique britannique. Il siège à la Chambre des communes irlandaise de 1761 à 1776, et dans la Chambre des Communes Britannique de 1766 à 1794. Il sert en tant que Secrétaire en chef pour l'Irlande sous les ordres de son père. Par la suite, il occupe des postes dans la Maison Royale, notamment comme Lord Chambellan entre 1812 et 1822. Il est titré vicomte Beauchamp entre 1750 et 1793, et comte de Yarmouth entre 1793 et 1794, avant d'être marquis de Hertford.

## Éducation
Il est membre de la famille Seymour dirigée par le Duc de Somerset, et est le fils aîné de Francis Seymour-Conway, et Lady Isabella Fitzroy, fille de Charles FitzRoy (2e duc de Grafton), né le 12 janvier 1743 à Londres. Il est le frère aîné de Lord Robert Seymour (1748-1831) et Lord Hugh Seymour. Il fait ses études au Collège d'Eton et à Christ Church, à Oxford.

## Carrière politique
En 1761, il entre à la Chambre des communes irlandaise pour Lisburn, et, plus tard, représente Antrim County entre 1768 et 1776. Il est admis au Conseil privé d'Irlande en 1775 et sert en tant que Secrétaire en chef pour l'Irlande entre 1765 et 1766 avec le Lord lieutenant d'Irlande, son père. En 1766, il entre à la Chambre des Communes Britannique en tant que député de Lostwithiel, puis en 1768 représente Orford jusqu'à ce qu'il succède à son père, à la pairie, en 1794.
Il sert sous Frederick North, d'abord en tant que Lords du Trésor à partir de 1774, puis à partir de 1780 comme caissier de la Maison, un poste qu'il occupe jusqu'à sa suppression, en 1782. En 1780, il est également admis au Conseil Privé Britannique. Il reste en dehors du gouvernement jusqu'en 1804, quand il est nommé Grand Ecuyer par William Pitt le Jeune. Il reste dans cette position jusqu'à la mort de Pitt en 1806, et plus tard sert sous Spencer Perceval et Robert Jenkinson en tant que Lord Chambellan entre 1812 et 1821.
En dehors de sa carrière politique Hertford est aussi Lord Lieutenant du Warwickshire entre 1816 et 1822, et le gouverneur du comté d'Antrim. En 1807, il est nommé Chevalier de la Jarretière. Peu de temps avant sa mort, il se voit refuser un titre de duc par Lord Liverpool.

## La famille

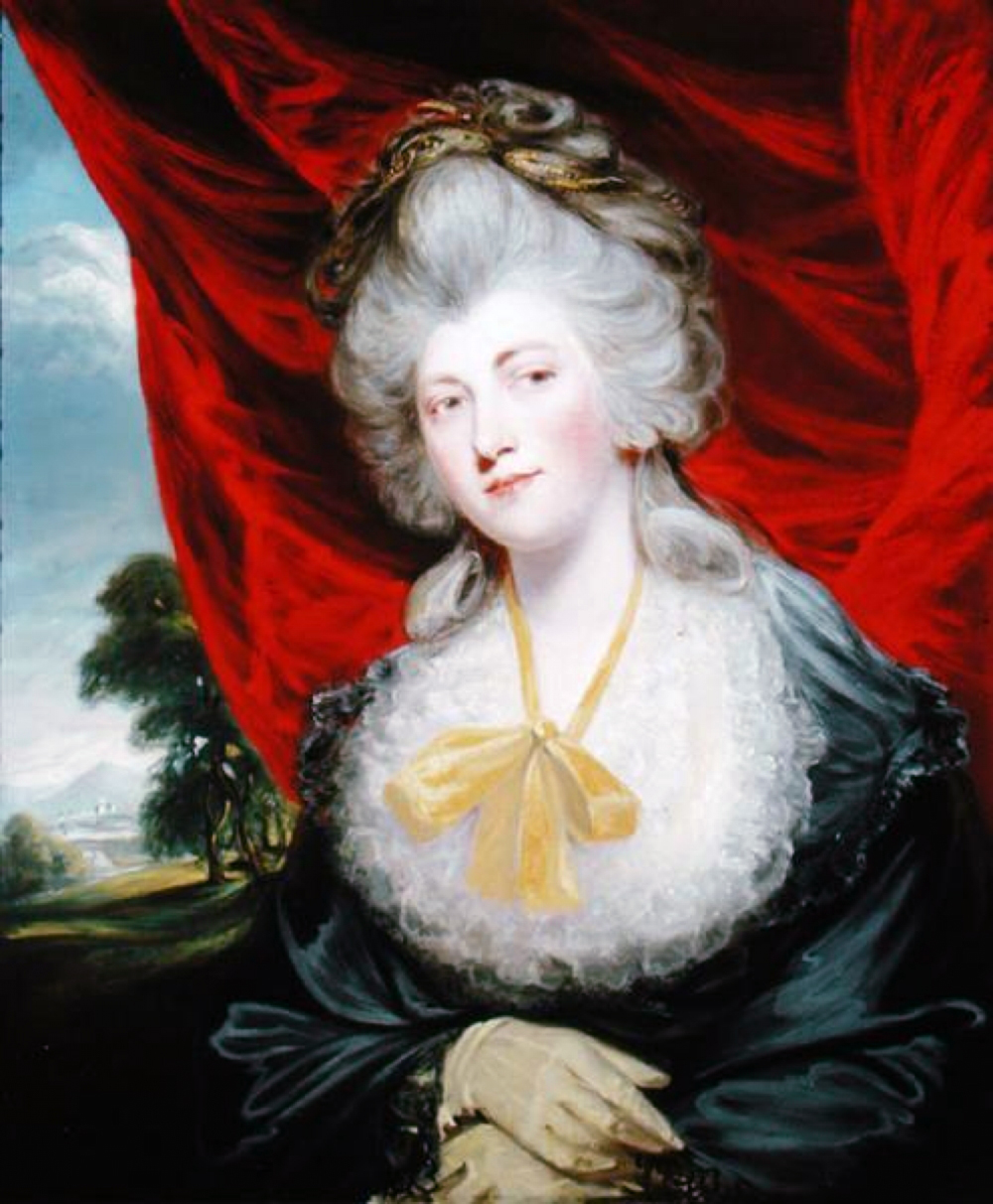
Isabella, née Ingram, Hertford, sa deuxième épouse, c. 1800 1800

Il épouse Alice Elizabeth Windsor, fille de Herbert Windsor (2e vicomte Windsor), le 4 février 1768. Après sa mort en 1772, il épouse, en secondes noces, Isabelle Anne Ingram (en), fille de Charles Ingram (9e vicomte d'Irvine) et Françoise Shepherd, le 20 mai 1776. Elle est une maîtresse de George IV. À la mort de sa belle-mère, en 1807, lui et son épouse ajoutent le nom de famille Ingram, en raison de la fortune qu'elle leur a légué. Il est mort à Londres en juin 1822, à 79 ans, et est remplacé par son fils de son second mariage, Francis Seymour-Conway (3e marquis d'Hertford). La marquise d'Hertford est décédé en avril 1834.